# Pål Grotnes
Pål Grotnes (né le 7 mars 1977 à Lørenskog) est un joueur de hockey sur glace norvégien. Il évolue au poste de gardien de but Il est charpentier. Sa mère est suédoise.

## Biographie

### Carrière de joueur
En 1996, il débute en senior avec le Frölunda HC. Remplaçant, il joue parallèlement en J20 Superelit. En 1998, il rejoint le Stjernen Hockey dans l'Eliteserien. Durant sa carrière, il a évolué dans le championnat de France et le second échelon suédois, l'Allsvenskan.

### Carrière internationale
Il représente la Norvège au niveau international. Il dispute son premier championnat du monde en 2005. Il a participé aux Jeux olympiques de 2010.